# Småföretagsbarometern
Småföretagsbarometern är en konjunkturundersökning som redovisar hur Sveriges småföretag på riks- och länsnivå uppfattar konjunkturen, tillväxtförändringar och deras förväntningar om den närmaste framtiden.
Småföretagsbarometern, som genomförts sedan 1985, omfattar företag inom det privata näringslivet med 1 till 49 anställda. Småföretagsbarometern produceras i samverkan mellan Företagarna, Sparbankernas Riksförbund och Swedbank. 